# 項利賓
項利賓（1578年—？），字于王，號我生，浙江嘉興府嘉善縣人，明朝政治人物，舉人出身。

## 生平
兵部尚書項忠之來孫，禮部員外郎項治元之孫，項時亨之子，有兄弟項利侯、項鼎镛。萬曆二十八年（1600年）舉人。授寧海縣教諭，官至宜城縣知縣。工於詩。著有《藏史居集》等。

## 家族
曾祖項錫，嘉靖癸未进士、南京光禄寺卿。祖項治元，嘉靖丙辰進士、禮部主客司员外。父項時亨，兵馬。母卜氏。严侍下。娶周氏，继娶沈氏。子貞度。